# HMAS Westralia (1939)
Pour les autres navires du même nom, voir HMAS Westralia.
Le HMAS Westralia est un ancien croiseur auxiliaire de la Royal Australian Navy (RAN).

## Construction et acquisition
Le Westralia est un cargo construit dans les chantiers navals de la Harland and Wolff à Glasgow pour l'entreprise Huddart Parker (en). Il est achevé en 1929. Il est réquisitionné par le gouvernement australien en 1939 et transformé en croiseur auxiliaire. Il est équipé de canons de 76 et 150 mm et entre en service en janvier 1940.

## Historique des opérations

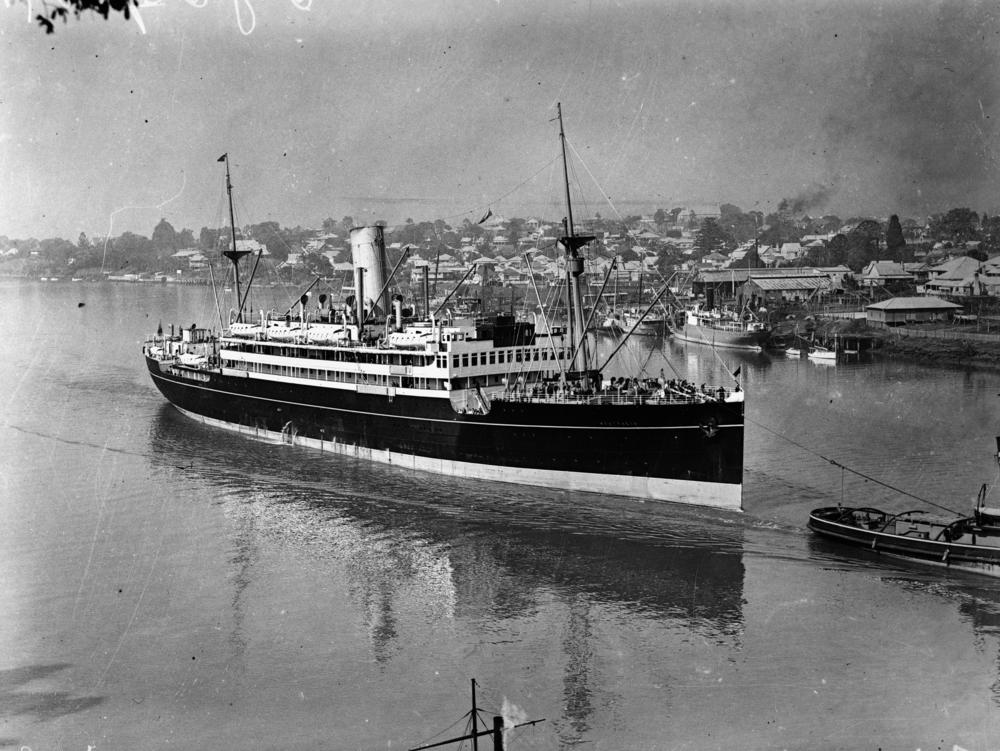
Le Westralia dans sa configuration d'avant-guerre, sur le fleuve Brisbane

Le rôle du Westralia est d'escorter des convois dans les océans Pacifique et Indien, principalement en partance de l'Australie et de la Nouvelle-Zélande.
Il participe à l'évacuation des femmes et enfants occidentaux présents sur Nauru en juillet 1941 en prévision de l'occupation japonaise de l'île.
Ce navire est présent dans la baie de Sydney lors de l'attaque de sous-marins de poche japonais en juin 1942.
En 1943, il est converti en Landing Ship, Infantry afin de pouvoir transporter et débarquer des troupes. Il est utilisé principalement pour le transport de troupes américaines et prend part aux débarquements de cap Cretin, golfe de Leyte, aux Philippines et à Bornéo.
Après l'armistice, le Westralia est utilisé pour le rapatriement des troupes australiennes avant d'être retiré du service en septembre 1946. Cependant, alors que des travaux sont effectués pour le rendre au service civil, il est de nouveau utilisé en tant que transport de troupes entre Sydney et Kure au Japon afin d'y acheminer la force d'occupation du Commonwealth britannique. Cependant, il n'est pas intégré à la marine australienne pour cette opération, son équipage est constitué de civils.
Le Westralia achève son service auprès des forces du Commonwealth en avril 1949 et est affrété par le gouvernement britannique qui s'en sert pour transporter des troupes en Méditerranée jusqu'en mars 1950. En mars 1951 il est enfin rendu à ses propriétaires civils. Il est vendu à l’Asian and Pacific Shipping Co Ltd en 1959 et sert de navire bétailler jusqu'à ce qu'il soit envoyé à la ferraille en 1961.